# Dolomedes elegans
Dolomedes elegans är en spindelart som beskrevs av Władysław Taczanowski 1874. Dolomedes elegans ingår i släktet Dolomedes och familjen vårdnätsspindlar.
Artens utbredningsområde är Franska Guyana. Inga underarter finns listade i Catalogue of Life.